# Follobanen
Follobanen er navnet på et planlagt nyt dobbelt jernbanespor mellem Oslo S og Ski Station. Der er tale om en bane beregnet til højhastighedstog med en hastighed på 250 km/t eller højere. Den skal supplere den eksisterende Østfoldbanen på den 22 km lange strækning. 
Projektet blev fremlagt i 1995-96, og der er givet grønt lys fra de berørte kommuner. Den tidligste start for projektet er sat til 2013, og hvis hele strækningen etableres i ét forløb, vil banen kunne være færdig i 2018 med en budgetteret pris på 11,6 mia. norske kroner.